# Karol Baron
Pour les articles homonymes, voir Baron.
Karol Baron, né le 13 septembre 1939 à Levoča (République slovaque) et mort le 29 février 2004 à Clichy, est un peintre surréaliste slovaque.